# Ceratina alberti
Ceratina alberti är en biart som beskrevs av Cockerell 1937. Ceratina alberti ingår i släktet märgbin, och familjen långtungebin. Inga underarter finns listade i Catalogue of Life.